# بئاته اوزه

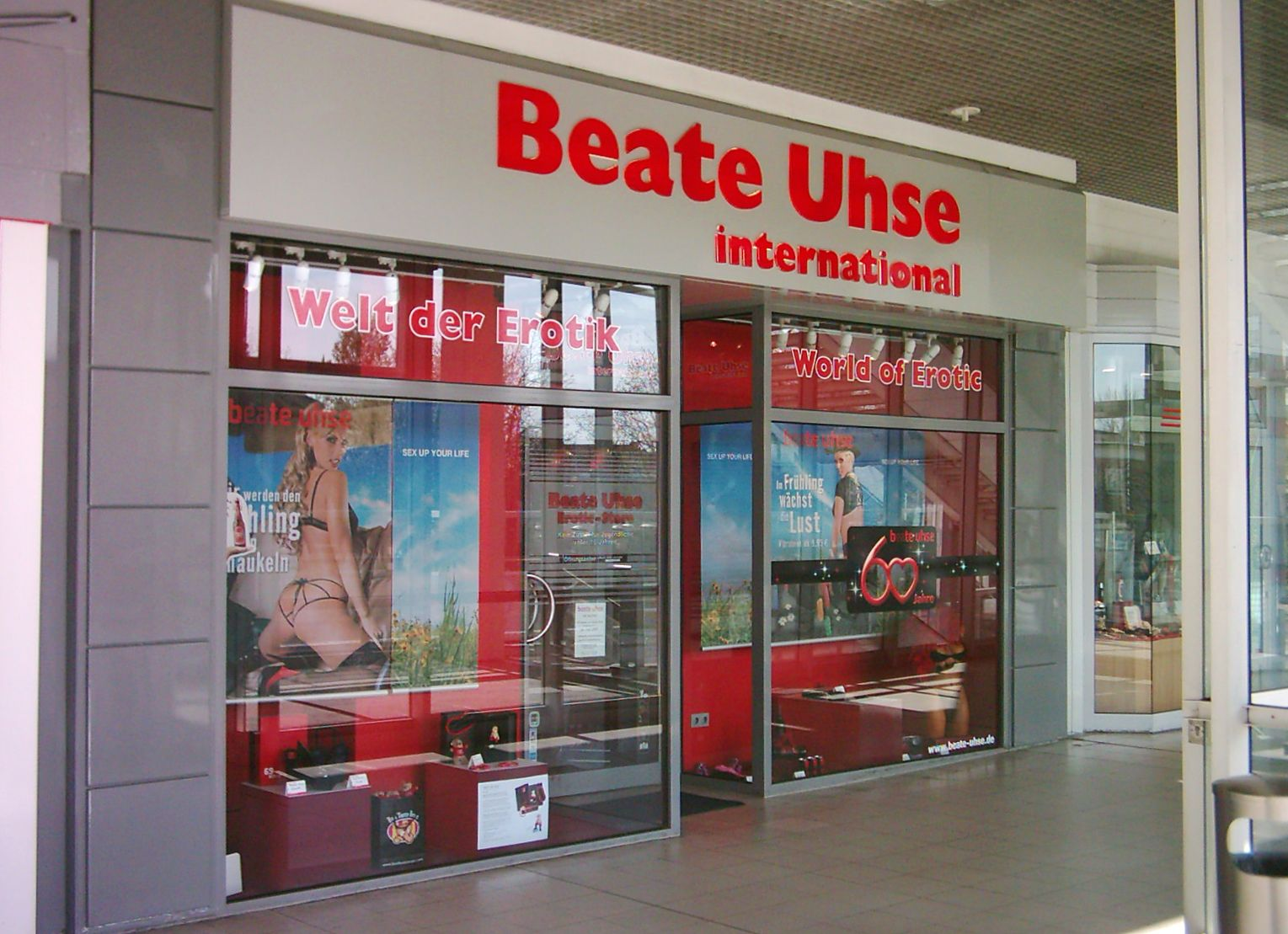
یک فروشگاه وابسته به شرکت بئاته اوزه در هامبورگ آلمان

به‌آته اوزه (به آلمانی: Beate Uhse-Köstlin) (متولد: ۲۵ اکتبر ۱۹۱۹ در کرانز پروس شرقی درگذشت: ۱۶ ژوئیه ۲۰۰۱ در سانکت گالن سوییس)، خلبان و شرکت‌دار آلمانی بود.

## زندگی
اوزه ۲۵ اکتبر ۱۹۱۹ در کرانز، آلمان به دنیا آمد و در ۱۶ ژوئیه ۲۰۰۱ درسنت گالن سوییس درگذشت. او خلبان بدل کار زن در آلمان بود و بعد از جنگ جهانی دوم اولین فروشگاه مربوط به مسایل جنسی (سکس شاپ) در دنیا را باز کرد.
او سومین فرزند خانواده بود. دورهٔ کودکی خوبی داشت. پدر و مادرش شیطنت‌های او را محدود نمی‌کردند بلکه با عشق و علاقه از او حمایت می‌کردند. او آرزوی پرواز داشت. آن قدر که در کودکی پر مرغ جمع می‌کرد، برای خود بال می‌ساخت و از شیروانی می‌پرید.
با کمک پدرش موفق شد در یک مدرسهٔ خلبانی پرواز یاد بگیرد. او در شرکت‌های مختلف کار کرد و دردوره‌های مختلف هم شرکت کرد. در یکی از دوره‌ها با هانس اولریش اوزه(Hans-Jürgen Uhse) مربی و همسر آینده اش آشنا شد.
گرچه بآته هانس را دوست داشت اما نمی‌خواست با ازدواج امکان پرواز را از دست بدهد. ازدواج او همراه شد با جنگ جهانی دوم. هانس به جنگ رفت و بآته هم چنان به عنوان خلبان کار می‌کرد. آن‌ها در این مدت صاحب یک پسر شدند. هانس در جنگ کشته شد. بعد از جنگ خلبانی ممنوع شد وبآته برای گذران زندگی به فروش اجناس در بازار سیاه روی آورد. در این کار با مشکلات زنان خانه‌دار آشنا شد و متوجه شد زنان و مردان بازگشته از جنگ خواهان نزدیکی با هم هستند اما به دلیل وضعیت اقتصادی نامناسب فرزندی نمی‌خواهند. او از مادرش نکاتی در مورد روش‌های جلوگیری ازبارداری آموخته بود. با کمی تحقیق درین زمینه، دستورات لازم را در مجموعه‌ای گرد آورد و به قیمت ۵۰ فنیگ ۳۲ هزارنسخه از آن را فروخت.
او از ازدواج دومش با ارنست والتر روترموند(Ernst-Walter Rotermund) صاحب پسر دومی به نام اولریش شد. آن‌ها در سال ۱۹۷۹ از هم جدا شدند.
او کمی بعد کار خود را توسعه داد و فروشگاهی برای بهداشت روابط زناشویی باز کرد. پس از مدتی پلیس به شکایت شهرورندان بعضی محصولات آن را برخلاف شونات و طبیعت انسانی دانست. ناشران از قبول او در اتحادیه ناشران سرباز می‌زدند و در بازار سهام هم او را قبول نمی‌کردند.
او توانست پس ازمدتی هواپیمای شخصی بخرد وباز پرواز کند.
در سال ۱۹۹۶ موزه تاریخ روابط جنسی را به نام بآته اوزه را دربرلین تأسیس کرد.